# Abralia renschi
Abralia renschi е вид главоного от семейство Enoploteuthidae.

## Разпространение
Видът е разпространен в Индонезия.